# Le Concert des Nations
Pour le concept de théorie des relations internationales, voir Concert des nations.

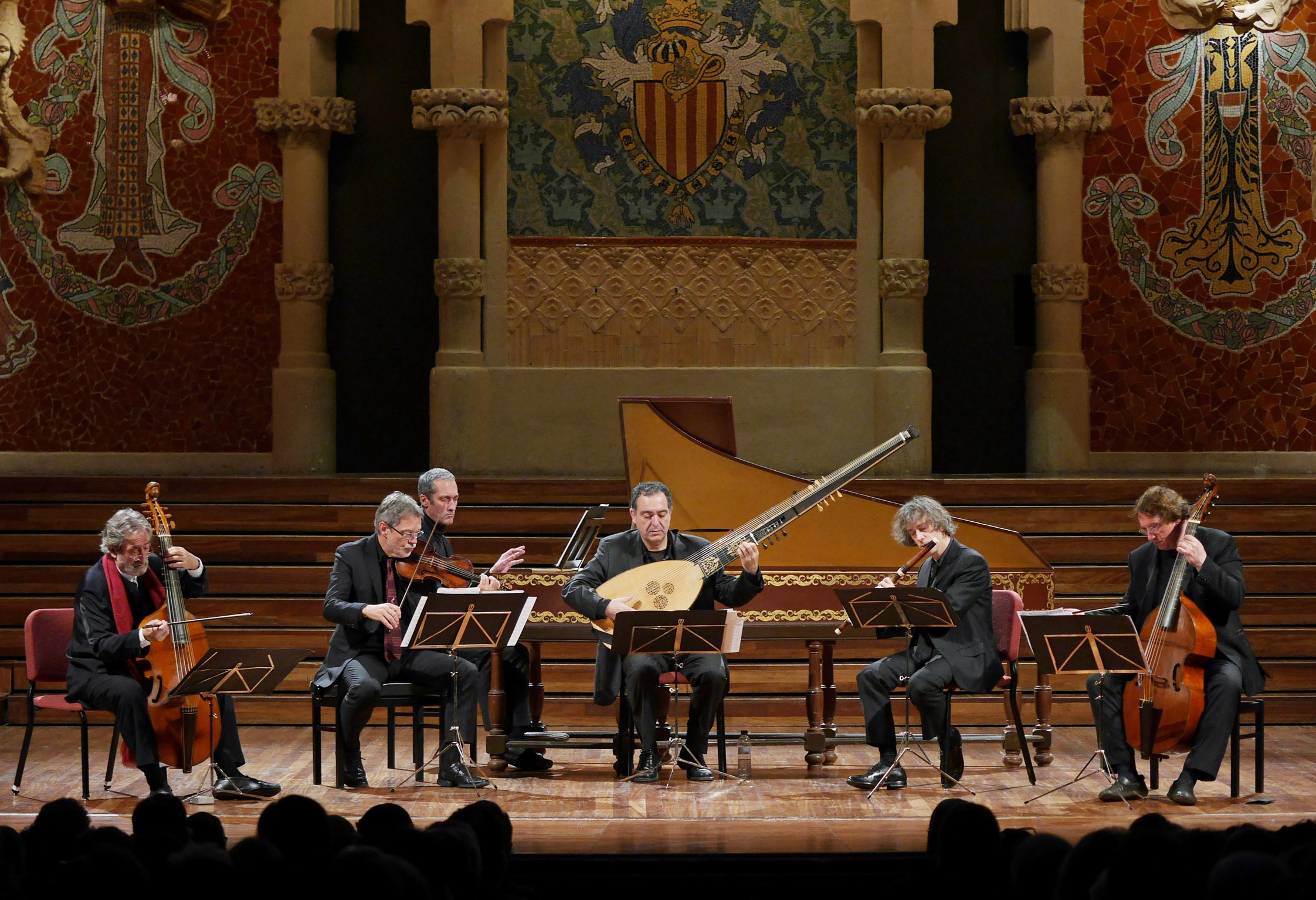
Le Concert des Nations at Palau de la Música Catalana, 2016.

Le Concert des Nations est un orchestre sur instruments d'époque, créé en 1989 par Jordi Savall et Montserrat Figueras.
Son nom provient de l’œuvre de François Couperin Les Nations, un concept qui représente l’union des goûts musicaux et la prémonition que l’Art, en Europe, aurait pour toujours sa propre marque, celle du Siècle des Lumières
Il est destiné à interpréter le répertoire orchestral et symphonique du baroque au romantisme (1600 à 1850 environ).
Le Concert des Nations est l'orchestre de La Capella Reial de Catalunya.
Il a participé au film Tous les matins du monde sorti en 1991.

## Histoire
La formation a initialement été créée afin de constituer un orchestre utilisant les instruments d'époque, durant la préparation de l’œuvre Canticum ad Beatam Virginem Mariam de Marc-Antoine Charpentier. Ce fut le premier orchestre de ce type, formé principalement de musiciens originaires de pays de culture latine, comme Espagne, Amérique latine, Italie, Portugal, France, etc.

## Membres
Parmi les instrumentistes qui ont travaillé avec l'ensemble, on peut citer Manfredo Kraemer (1er violon) et Pierre Hantaï (clavecin).

## Discographie
Voir la discographie de Jordi Savall.
- 1989 - Marc-Antoine Charpentier : Canticum ad Beatam Virginem Mariam. Astrée (Naïve) "Musica Gallica" ES 9929 report SACD Alia Vox.
- 1991 - Joseph Haydn : Les Sept dernières Paroles de Notre Rédempteur sur la croix, Hob. XX.1, avec Rafael Taibo. Astrée (Naïve) "Musica Germanica" ES 9935.
- 1991 - Vicente Martin y Soler : Una Cosa rara. Opéra en deux actes. Avec La Capella Reial de Catalunya, Maria Angeles Peters, Montserrat Figueras, etc. Astrée (Auvidis) E 8760 (3 CD).
- 1991 - Johann Sebastian Bach : Les quatre Ouvertures, Suites pour orchestre, BWV 1066-1069. Avec La Capella Reial de Catalunya. Astrée (Naïve) "Musica Germanica" ES 9958 (2 CD).
- 1991 - Johann Sebastian Bach : les six Concertos brandebourgeois. Avec La Capella Reial de Catalunya. Astrée (Naïve) "Musica Germanica" ES 9948 (2 CD).
- 1992 - Mozart : Requiem & Maurerische Trauermusik. Avec La Capella Reial de Catalunya, Montserrat Figueras, Claudia Schubert, Gerd Türk et Stephan Schreckenberger. Astrée (Naïve) "Musica Germanica" ES 9965.
- 1992 - Tous les matins du monde. Œuvres de Marin Marais, Sainte Colombe, François Couperin, Jean Baptiste Lully, etc. Alia Vox AV 9821 (CD), AVSA 9821 (SACD-H]).
- 1993 - Haendel : Water Music, Music for the Royal Fireworks. Alia Vox AVSA 9860 (SACD-H).
- 1994 - Marin Marais : Alcione. Suites des Airs à joüer (1706). Astrée (Naïve) "Musica Gallica" ES 9945.
- 1994 - Juan Crisóstomo de Arriaga : L'œuvre orchestrale. Avec La Capella Reial de Catalunya. Astrée (Auvidis) E 8532
- 1996 - Beethoven : Sinfonia Eroica Nr. 3, Coriolan Ouvertüre. Astrée (Naïve) "Musica Germanica" ES 9959.
- 1997 - Henry Purcell : The Fairy Queen & The Prophetess. Alia-Vox AVSA 9866 (SACD-H).
- 1997 - Suites d'orchestre 1650-1660. Guillaume Dumanoir, Michel Mazuel, Mr. de La Voye & Anonymes. Fontalis (Auvidis) "Musica Gallica" ES 9908.
- 1997 - Marquise (Bande originale du film). Avec les œuvres de Marin Marais, Luigi Rossi, Guillaume Dumanoir et Jean Baptiste Lully. Alia Vox 097 01.
- 1999 - Heinrich Biber : Missa Bruxellensis. Avec La Capella Reial de Catalunya. Alia Vox AV 9808.
- 1999 - Jean-Baptiste Lully : L'Orchestre du Roi Soleil. Symphonies, Ouvertures & Airs à jouer. Alia Vox AV 9807 (CD), AVSA 9807 (SACD-H).
- 2001 - Johann Sebastian Bach : Musikalisches Opfer. Alia Vox AV 9817.
- 2002 - Antonio Vivaldi / Francesco Corselli : Farnace. Dramma per musica in tre atti. Avec le Coro del Teatro de la Zarzuela, Sara Mingardo, etc. Alia Vox AV 9822 A/C (3 CD).
- 2002 - L'Orchestre de Louis XIII. Recueil de plusieurs airs par Philidor L'Aisné. Alia Vox AV 9824 (CD), AVSA 9824 (SACD-H).
- 2002 - Henrich Ignaz Franz von Biber : Battalia, Requiem à 15. Avec La Capella Reial de Catalunya. Alia Vox AV 9825.
- 2002 - Claudio Monteverdi : L'Orfeo. Favola in musica. Avec La Capella Reial de Catalunya. BBC "Opus Arte" OA 0843 D (DVD).
- 2003 - Antonio Vivaldi : La Viola da gamba in Concerto. Alia Vox AV 9835.
- 2004 - Marc-Antoine Charpentier à la Chapelle de Versailles Alia Vox (2 SACD et 1 DVD)
- 2005 - François Couperin : Les Concerts royaux, 1722. Alia Vox AV 9840 (CD), AVSA 9840 (SACD-H).
- 2005 - Luigi Boccherini : Fandango, Sinfonie & La Musica Notturna di Madrid. Avec Rolf Lislevand. Alia Vox AV 9845 (CD), AVSA 9845 (SACD-H).
- 2006 - Mozart : Serenate Notturne – Eine kleine Nachtmusik. Alia Vox AV 9846 (CD), AVSA 9846 (SACD-H).
- 2007 - Lachrimæ Caravaggio. Musique de Jordi Savall et textes de Dominique Fernandez. Avec Hespèrion XXI. Alia Vox AV 9852 (CD), AVSA 9852 (SACD-H).
- 2007 - Joseph Haydn : Septem Verba Christi in Cruce. Original version for orchestra, Hob. XX.1. Alia Vox AV 9854 (CD), AVSA 9854 (SACD-H).
- 2010 - Le Concert Spirituel au temps de Louis XV (1725-1774). Avec la musique de Corelli, Telemann et Rameau. Alia Vox AVSA 9877 (SACD-H).
- 2016 - Henry Desmarest, Messe à 2 chœurs et 2 orchestres, Francesc Valls, Missa Scala Aretina. SACD Alia Vox
- 2017 - Jean-Féry Rebel, Les Éléments, Mathew Locke, Music for the Tempest, Marin Marais, Antonio Vivaldi, Georg Philipp Telemann, Jean-Philippe Rameau... SACD Alia Vox
- 2020 - Marin Marais : Alcione, Tragédie lyrique, Lisandro Abadie, Marc Mauillon, Cyril Auvity, Le Concert des Nations, dir. Jordi Savall, 3 SACD Alia Vox